# Миа Даймонд
Миа Даймонд (англ. Mya Diamond, настоящее имя — Юлия Корокнаи, венг. Koroknai Júlia; род. 11 апреля 1981, Марцали, Венгрия) — бывшая венгерская порноактриса, обладательница международной премии Ninfa Award.

## Биография
Будущая порноактриса родилась в Марцали у озера Балатон, старшей из трёх детей в семье. Всё детство и юность она провела в этом городке недалеко от озера Балатон. В школе Юлия любила изучать иностранные языки — немецкий и английский. Это позволило ей сдать экзамен на английский на уровне intermediate в 14 лет и даже выиграть национальную школьную олимпиаду по немецкому языку. В 17 лет у неё появился первый бойфренд, с которым она пробыла многие годы. В 2003 году вместе с ним она отправилась в столицу за заработком, рассчитывая получить работу фэшн-модели, которую можно совмещать с учёбой в университете. В Будапеште она получила предложение стать порноактрисой. Семья поддержала её в этом решении. Своей работой она довольна, так как это позволяет ей путешествовать по миру и быть счастливой. Своей самой большой ценностью Миа считает свою семью. Своим самым большим достижением — попадание в 2005 году в список «100 самых сексуальных женщин мира» от мужского журнала FHM. В 2009 году она рассталась со своим постоянным бойфрендом, а в 2011 вышла замуж за стриптизёра Фабриса Кензо. К этому моменту она уже не снимается в фильмах.

## Карьера

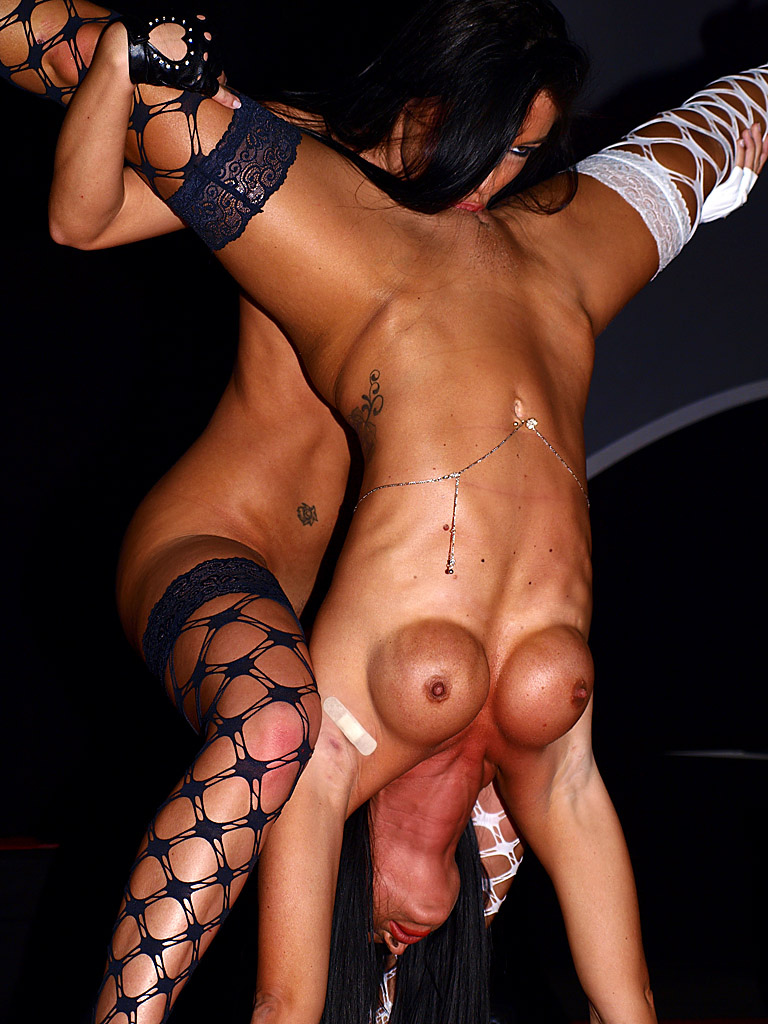

Ещё до переезда в Будапешт Миа успела сняться в своём первом фильме Penocchio известного итальянского режиссёра Луки Дамиано, начавшего снимать ещё в 1970-е. В столице же её карьера резко пошла в гору. Одним из первых её фильмов стал блокбастер Sex Angels компании Private, пародия на Ангелов Чарли, за который она позже получит номинацию на премию от барселонского эротического салона (FICEB). Пиком её карьеры стал 2006 годы, когда она завела собственный сайт, для которого помимо неё самой снимались её венгерские коллеги Лора Крафт и Ив Эйнджел, снимается в сериях Private XXX и Private Xtreme и получает премии локальных эротических фестивалей в Риге, Будапеште и Дебрецене, и крупного фестиваля в Барселоне (FICEB) как лучшая актриса. В 2007 году она получает несколько номинаций на порнопремию AVN Award, включая престижную номинацию «Лучшей иностранной исполнительнице года», которую она проиграет лишь порнозвезде Катсуни, и снимется в пародии на Звёздные Войны, блокбастере Porn Wars от Private. В 2008 году Миа снимается в фильме Art of Kissing 3 (Искусство поцелуя 3) известного эстетикой режиссёра Вива Томаса. В 2010 году она прекращается сниматься в фильмах, но продолжает работать в этом бизнесе. Так, в 2011 году она получила «Венгерский Порно Оскар» за «Лучшее эротическое шоу».

## Фильмография

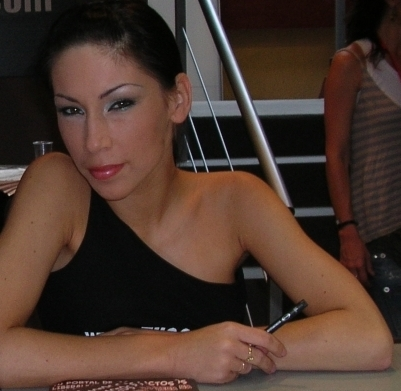
Миа Даймонд на первом эротическом фестивале в Мадриде, 2006 год

| Год  | Оригинальное название                  | Русскоязычное название   |
| ---- | -------------------------------------- | ------------------------ |
| 2004 | Private Gold 65: Sex Angels            | Ангелы секса             |
| 2004 | The Harder They Cum 2                  |                          |
| 2005 | Private: Diamonds                      | Алмазы                   |
| 2005 | Take on Me                             |                          |
| 2005 | Russian Institute: Lesson 1            | Русский институт: Урок 1 |
| 2005 | Top Guns 3                             |                          |
| 2006 | Private Gold 78: Sex City 1            | Город секса              |
| 2006 | Private Gold 81: Porn Wars — Episode 1 | Порно-войны              |
| 2006 | Emperor                                | Император                |
| 2006 | La doppia identità di Anna Brumer      |                          |
| 2006 | Sex Angels 2                           | Ангелы секса 2           |
| 2006 | Private Gold 82: Sex City 3            | Город секса 3            |
| 2006 | Affari di Cuore?                       |                          |
| 2008 | Art of Sex                             | Искусство секса          |
| 2009 | Yasmine & the Masseuses                | Жасмин и Массажистки     |
| 2009 | Private Movies 48: The MILF Cafe       |                          |
| 2009 | Secretaries 2                          |                          |
| 2010 | Movement                               |                          |

## Награды и номинации
| Год  | Премия            | Номинация                                                                            | Фильм        | Совместно с                                                                                | Результат |
| ---- | ----------------- | ------------------------------------------------------------------------------------ | ------------ | ------------------------------------------------------------------------------------------ | --------- |
| 2005 | FICEB Ninfa Prize | Лучшая актриса (Best Actress)                                                        | Sex Angels   | —                                                                                          | Номинация |
| 2006 | FICEB Ninfa Prize | Лучшая актриса (Best Actress)                                                        | Sex Angels 2 | —                                                                                          | Победа    |
| 2007 | AVN Award         | Лучшая иностранная исполнительница года (Female Foreign Performer of the Year)       | —            | —                                                                                          | Номинация |
| 2007 | AVN Award         | Лучшая групповая секс-сцена в фильме (Best Group Sex Scene (Film))                   | Emperor      | Блэк Даймонд, Вероника Карсо, Кристина Белла, Лауро Джиотто, Рокко Сиффреди и Лесли Тейлор | Номинация |
| 2007 | AVN Award         | Лучшая секс-сцена в иностранном фильме (Best Sex Scene in a Foreign-Shot Production) | Sex Angels 2 | Андреа Моранти и Робби Блейк                                                               | Номинация |